# 1917年頭銜剝奪法令
《1917年頭銜剝奪法令》（英語：Titles Deprivation Act 1917）是英國國會的一項法令，旨在授權剝奪在第一次世界大戰期間敵國貴族和王子的英國貴族爵位和頭銜。

## 背景
英國王室與多個德國王室一直關係密切，當時統治英國的漢諾威王朝君主實際上都具德國王室血統，屬韋爾夫家族的後裔。在維多利亞公主繼承英國王位後，此前與英國與漢諾威王國的共主邦聯解體（漢諾威王位根據薩利克法規定，只能由男性子嗣繼承），並由維多利亞的叔父坎伯蘭和特維奧特戴爾公爵繼承漢諾威王位，但他同時仍保留其在英國的爵位和王子頭銜。維多利亞女王本人的配偶阿尔伯特亲王同樣也來自德國，後者的德國頭銜更由二人幼子利奧波德王子的後裔繼承。因此在第一次世界大戰期間，萨克森-科堡-哥达公爵卡爾·愛德華和漢諾威王儲恩斯特·奧古斯特在與英國敵對的德國軍隊擔任軍官，但同時卻擁有英國公爵爵位和王子頭銜。
信奉新教、支持愛爾蘭民族主義的南多尼戈爾國會議員斯威夫特·麥克尼爾在英國國會批評奧爾巴尼公爵與坎伯蘭公爵為叛徒，並要求政府採取措施確保他們不再保留英國貴族爵位和頭銜，以及在上議院的席位。雖然剝奪頭銜的提議先後遭到兩任首相阿斯奎斯和大衛·勞合喬治的反對，麥克尼爾在1918年選舉中失落議席前仍堅持推動相關提案，之後則由南哈克尼國會議員霍雷修·博頓利接手繼續推動。
1915年5月13日，英王喬治五世從最高貴的嘉德勳章騎士名單中移除了七名德國和奧地利王室成員；但由於君主不能直接剝奪貴族爵位，只能通過國會法令剝奪，英國國會因此於1917年通過了《1917年頭銜剝奪法案》，以授權剝奪貴族爵位和王子頭銜。

## 樞密院特別委員會
法案允許君主在樞密院設立一個特別委員會，成員中須包括至少兩名樞密院司法委員會成員。委員會被授權採集證據並報告「在戰事期間攻擊國王陛下或它的盟友，或支持國王陛下的敵人」的英國貴族或王子。特別委員會的報告會呈交予上議院和國會閱覽，如果上下兩院都沒有在四十天內針對報告提出並通過反對議案，報告則會呈交君主御覽，並正式剝奪名列報告上的人士的英國爵位和頭銜。
在此之後，該名被剝奪爵位和頭銜者的繼承人仍可以向英國君主申請恢復被剝奪頭銜。相關申請會交由樞密院的一個委員會處理，並向君主提議是否恢復申請人的頭銜。法案在任何情況下均不會影響任何房地產或財產上的繼承。
根據法案，喬治五世在1917年11月27日發佈了一道樞密令，由以下成員組成特別委員會：
- 芬雷子爵羅伯特·芬雷（英语：Robert Finlay, 1st Viscount Finlay）（大法官）
- 桑赫斯特子爵威廉·曼斯菲爾德（英语：William Mansfield, 1st Viscount Sandhurst）（內廷宮務大臣）
- 蘭斯敦侯爵亨利·佩蒂-菲茨莫里斯
- 克魯侯爵羅伯特·克魯-米爾恩斯（英语：Robert Crewe-Milnes, 1st Marquess of Crewe）
- 牛頓男爵托馬斯·萊（英语：Thomas Legh, 2nd Baron Newton）
- 斯坦福漢姆男爵亞瑟·比奇（英语：Arthur Bigge, 1st Baron Stamfordham）（英國君主私人秘書（英语：Private Secretary to the Sovereign））
- 索姆奈子爵約翰·漢密爾頓（英语：John Hamilton, 1st Viscount Sumner）（常任上訴法官）

委員會在1918年8月1日發佈了報告並呈交上下兩院閱覽。上議院和國會都沒有通過任何反對該報告的議案，報告遂於1919年3月28日上交國王喬治五世御覽，國王於同日便發表一道樞密令，正式剝奪委員會報告中提及的人士的爵位和頭銜。

## 受法令影響的頭銜
根據英王喬治五世在1919年3月28日發佈的樞密令，以下人士被剝奪其英國爵位和頭銜：
- 萨克森-科堡-哥达公爵卡爾·愛德華（奧爾巴尼公爵、克拉倫斯伯爵、阿克洛男爵）
- 漢諾威王儲恩斯特·奧古斯特（坎伯蘭和特維奧特戴爾公爵、阿馬伯爵）
- 不伦瑞克公爵恩斯特·奧古斯特（漢諾威王儲恩斯特·奧古斯特的兒子和法定繼承人）
- 科倫的塔夫子爵和巴利莫特男爵亨利·塔夫（英语：Henry Taaffe, 12th Viscount Taaffe）

至今沒有任何奧爾巴尼公爵或坎伯蘭和特維奧特戴爾公爵的後裔曾根據法案規定向英國君主申請恢復被剝奪爵位和頭銜。塔夫子爵的最後一名繼承人理查德·塔夫在1967年逝世前亦未提交復爵申請，因其終身未婚無嗣，塔夫子爵因此絕嗣。